# Genista pilosa
Genista pilosa es una especie del género Genista perteneciente a la familia de las fabáceas. Es originaria de Europa.

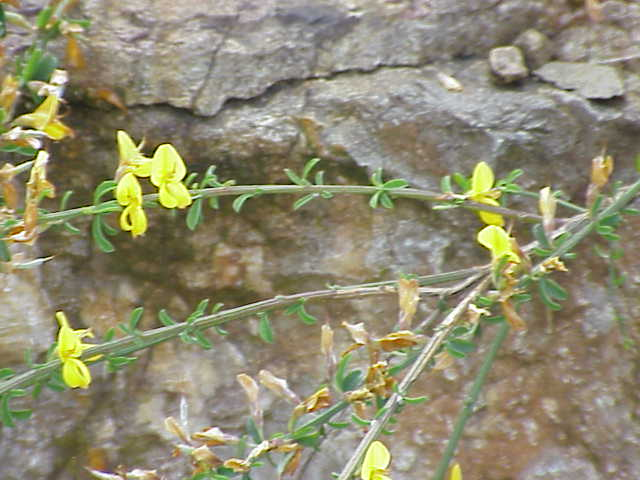

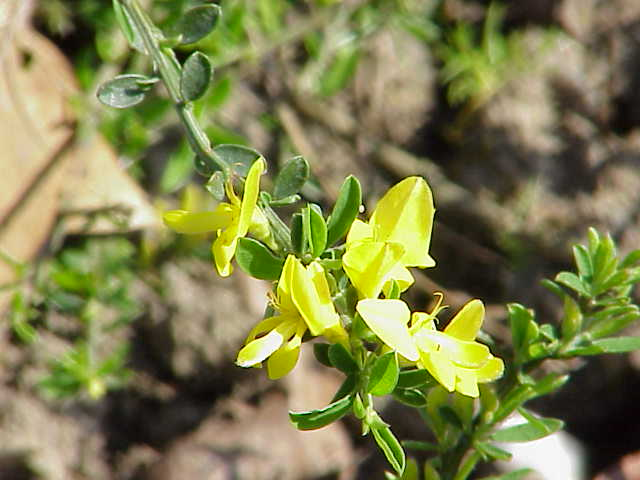

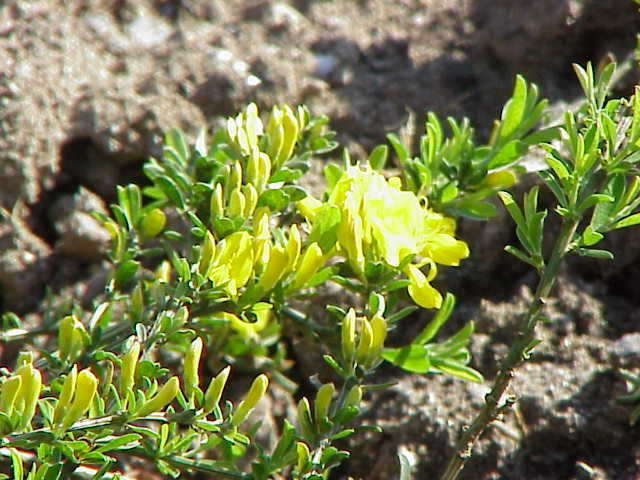

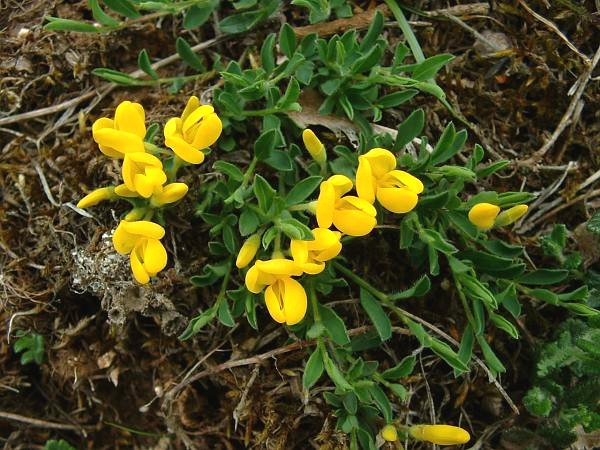

## Descripción
Es un arbusto reptante y laxo, de tallos prostrados y radicantes. Las hojas son simples, oblanceoladas, casi sésiles, peloso-sedosas en el envés, glabrescentes en el haz y a menudo plegadas longitudinalmente. Las flores se disponen de forma solitaria o geminada en la axila de las hojas, constituyendo racimos interrumpidos. La corola y el cáliz son pelosos, así como la legumbre. Ésta es comprimida, negrosa y de 18.30 mm de longitud.

## Distribución
La especie está muy extendida en el sur de Europa Central y del Sudoeste. Se encuentra en sitios soleados y secos, cálidos,  es casi exclusiva de los brezales con brecina, sobre substrato silíceo.

## Taxonomía
Genista pilosa  fue descrita por Carlos Linneo y publicado en Species Plantarum 2: 710. 1753.
Citología
Números cromosomáticos de Genista pilosa  (Fam. Leguminosae) y táxones infraespecificos:2n=24
Etimología
Genista: nombre genérico que proviene del latín de la que los reyes y reinas Plantagenet de Inglaterra tomaron su nombre, planta Genesta o plante genest, en alusión a una historia que, cuando Guillermo el Conquistador se embarcó rumbo a Inglaterra, arrancó una planta que se mantenía firme, tenazmente, a una roca y la metió en su casco como símbolo de que él también sería tenaz en su arriesgada tarea. La planta fue la  llamada planta genista en latín. Esta es una buena historia, pero por desgracia Guillermo el Conquistador llegó mucho antes de los Plantagenet y en realidad fue Godofredo de Anjou que fue apodado el Plantagenet, porque llevaba un ramito de flores amarillas de retama en su casco como una insignia (genêt es el nombre francés del arbusto de retama), y fue su hijo, Enrique II, el que se convirtió en el primer rey Plantagenet. Otras explicaciones históricas son que Geoffrey plantó este arbusto como una cubierta de caza o que él la usaba para azotarse a sí mismo. No fue hasta que Ricardo de York, el padre de los dos reyes Eduardo IV y Ricardo III, cuando los miembros de esta familia adoptaron el nombre de Plantagenet, y luego se aplicó retroactivamente a los descendientes de Godofredo I de Anjou como el nombre dinástico.
pilosa: epíteto latino que significa "con pelos".
Sinonimia
- Genista decumbens Willd.
- Genista repens Lam.
- Genistoides tuberculata Moench
- Spartium pilosum (L.) Roth
- Telinaria pilosa (L.) C.Presl[6][3]

## Nombre común
- Castellano: aliaga, ginestola.[3]